# 神の杖

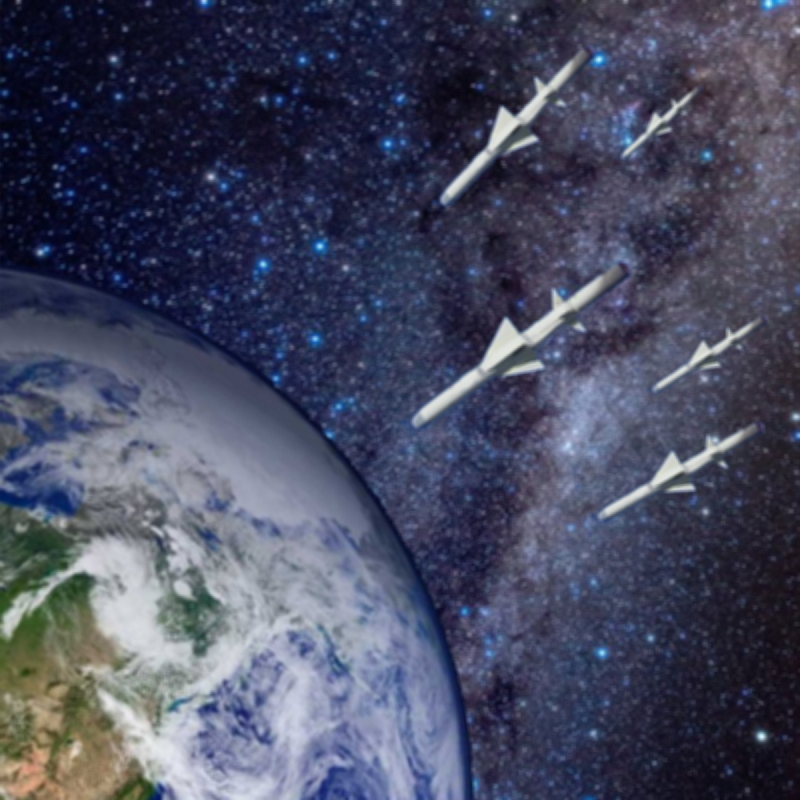
宇宙兵器のイメージ

神の杖（かみのつえ）または神からの杖（かみからのつえ、英：Rods from God）は、アメリカ空軍が開発中と噂されている宇宙兵器（軍事衛星）。運動エネルギー爆撃（うんどうエネルギーばくげき、英：Kinetic bombardment）とも呼ばれる。実在を信ずるに足る根拠はない一方、インターネット上を中心に話題となっている。

## 歴史
運動エネルギー爆撃または運動軌道攻撃は、軌道上から不活性な運動弾で惑星表面を攻撃（軌道爆撃）する仮想的な行為であり、破壊力は、非常に高速で衝突する弾丸の運動エネルギーに由来する。この概念は冷戦時代に生まれたものである。運動エネルギー兵器の概念は、1950年代にランド研究所がICBMの先端にロッドを設置することを提案して以来、SF作家のジェリー・パーネルが広めたサテライト・ツイストのようなものであった。アメリカ国防総省は、研究がどの程度進んでいるかについて言及しておらず、どのような取り組みが行われているのかさえも明らかにしないが、その概念は存続している 。

## 概要
核兵器に代わる戦略兵器として計画されている兵器で、タングステンやチタン、ウランからなる全長6.1メートル、直径30センチメートル、重量100キログラムの金属棒に小型推進ロケットを取り付け、高度1,000キロメートルの低軌道上に配備された宇宙プラットホームから発射し、地上へ投下するというもの。極めて大規模であるが、一種の運動エネルギー弾であると言える。落下中の速度は時速11,587キロメートル（約マッハ9.5）に達し、激突による破壊力は核爆弾に匹敵するだけではなく、地下数百メートルにある目標を破壊可能だとされている。
金属棒の誘導は他の衛星によって行われ、地球全域を攻撃することが可能。また、即応性や命中率も高いばかりか、電磁波を放出しないことから探知することが難しく、迎撃は極めて困難とされている。
柳田理科雄は、寸法通りの金属棒だと重量はタングステンで8.3トン、チタンで2トンにもなるうえ、100キログラムの物体が時速11,587キロメートルで落下しても威力は広島型原爆の12万分の1にしかならないなどとして、神の杖の存在に否定的な見解を示している。また、米国科学者連盟のジョン・E・パイクは、金属棒が大気の断熱圧縮によって融解することを指摘している。また、X-43は航空機としてマッハ9.68を達成しており、運動エネルギーは質量と速度にのみ依存するため、地上でこの速度を達成できるのであれば、わざわざ宇宙へ持っていく必要性がない。また先述のように、1500kg程度のX-43が核兵器並みの運動エネルギーを持っているわけでもない。
このような兵器を使用するには宇宙で静止しなければ神の杖で発射される金属棒が遠心力によってスペースデブリになってしまう、発射するには最低でも第一宇宙速度(約2万8800km/h)以上を打ち消す必要があり、これを打ち消すのは現代技術では不可能であるため現代でもし作られたとしてもそもそも発射が不可能である。
なお、神の杖のような宇宙兵器の保有は宇宙条約によって禁止されている。

## 運動エネルギー爆弾が登場する作品
1960年代半ば軌道力学に対する一般的な科学的関心が、多数のSF作品につながった。一例としては、ロバート・A・ハインラインによるSF小説『月は無慈悲な夜の女王』がある。同作における月の市民は、地球に向けて電磁発射システムから発射される鉄の容器に包まれた岩で地球を砲撃した。
1970年代から1980年代にかけ、このアイデアをさらに洗練させたSF小説が登場した。ラリー・ニーヴンとジェリー・パーネル共著による『降伏の儀式』（当初はノンフィクションの軍事利用のためのアイデアとしてパーネルによって提案された）では、異星人は神の杖タイプのシステムを使用した。このような武器は当時の定番となり、テーブルトークRPGでは『トラベラー』、『シャドウラン』、『ヘビーギア』（これらのゲームでは、武器を砲兵を意味するartilleryと軌道を意味するorbitを組み合わせたortilleryと命名されている）、テレビドラマでは『バビロン5』、映画では『スターシップ・トゥルーパーズ』、『G.I.ジョー バック2リベンジ』（作中での名称は「プロジェクトゼウス」）などに登場した。
スペースコロニーを運動エネルギー爆弾として使用するコロニー落としは、テレビアニメ『機動戦士ガンダム』をはじめとするガンダムシリーズで多く使われ、重要な出来事となる。同シリーズのアニメ映画では『機動戦士ガンダム 逆襲のシャア』、OVAでは『機動戦士ガンダム0083 STARDUST MEMORY』、テレビアニメでは『新機動戦記ガンダムW』、『機動新世紀ガンダムX』、『機動戦士ガンダムSEED DESTINY』などに登場する。同シリーズ以外にも、テレビアニメ『伝説巨神イデオン』では光速に近い速度で航行している戦艦などからミサイルを発射し、それによる破壊力と運動エネルギーによる破壊力を合わせた攻撃方法として準光速ミサイルが登場した。また、弐瓶勉の漫画および同作を原作とするテレビアニメ『シドニアの騎士』でも使用されている。ライトノベル『世界最高の暗殺者、異世界貴族に転生する』では神の杖のシステムを応用し、非現実的な物質の移送手段や重量を魔法によって解決したうえで実行している。
より小さな種類の「クローバー」は、マーク・スティーグラーによる『ダビデスリング』（Baen, 1988年）に登場する。冷戦時代に設定されたこの物語では、敵の数値的優位性を克服するための（比較的安価な）情報ベースの「インテリジェント」システムの使用に基づいている。軌道運動爆撃システムは、ヨーロッパに侵入したソビエトの戦車軍隊を最初に破壊した後、核攻撃の前にソビエトのICBMサイロを撤去するために使用される。